# ساتورو ماتسوکی
ساتورو ماتسوکی (انگلیسی: Satoru Matsuki؛ زادهٔ ۷ آوریل ۱۹۹۷) بازیکن فوتبال اهل ژاپن است.